# داني والاس (مقدم تلفزيوني)
داني والاس (بالإنجليزية: Danny Wallace)‏ (و. 1976  م) هو مقدم تلفزيوني، وممثل كوميدي، وصحفي، وكاتب سيناريو، ومدون بريطاني، ولد في دندي.

## التعليم
تعلم في جامعة وستمنستر
.

## وصلات خارجية
- داني والاس على موقع IMDb (الإنجليزية)
- داني والاس على موقع ميوزك برينز (الإنجليزية)
- داني والاس على موقع قاعدة بيانات الفيلم (الإنجليزية)

- داني والاس في قاعدة بيانات الأفلام على الإنترنت